# 増田通二
増田 通二（ますだ つうじ、1926年（大正15年）4月27日 - 2007年（平成19年）6月21日）は、日本の実業家。パルコ社長を務めた。

## 人物・来歴
東京・世田谷生まれ。父親は日本画家増田正宗。通二は4人兄弟の末っ子。世田谷区立守山小学校（現・世田谷区立下北沢小学校）から都立十中（現・東京都立西高等学校）に進み、堤清二と同級となる。旧制府立高校から東京大学文学部哲学科へ進学。東大在学中の24歳のとき、上野の日本料理店「花家」の娘・黒岩静江と一緒に暮らすための収入源として、堤の父で、父親のパトロンでもあった堤康次郎に頼み、学生の身分のまま西武鉄道グループの親会社である国土計画の社長付き雑用係として働き始める。
1952年大学を卒業後、中学の恩師の配慮で東京都立第五商業高等学校の定時制の社会科教師になる。その後、当時堤が店長をしていた池袋西武に出店した妻の実家の「花家」で働いたのち、1961年に堤の招きで西武百貨店に入社。
1969年、系列の池袋の丸物デパート（現・池袋パルコ）の雇われ社長となり、池袋パルコを開業。また、東京ではファッションは平らな所では育たない。との持論の下、1973年には「すれちがう人が美しい 渋谷公園通り」のキャッチコピーを引っさげ、渋谷パルコをオープンさせる。1984年パルコ社長、1989年に同会長を退任するまでに、札幌から熊本までの店舗ビルの設計に関わったほか、ホテル経営にも参入した。このほか、山口はるみ、小池一子、石岡瑛子らを広告制作に起用し、パルコのイメージ戦略を成功へと導いた。
パルコの経営から退いた後は、1994年に私費を投じ妻の静江が夫に内証で14年かけて集めたニキ・ド・サンファル作品を展示する「ニキ美術館」を栃木県那須に開館。館長は静江、増田は顧問におさまった。
2007年6月21日、急性心不全により81歳で没。静江も2009年1月に死去し、ニキ美術館は2011年に閉館した。

## パルコ社長として

### 池袋パルコ開業
増田が東京丸物に出向したのは、正確には西武百貨店が資本参加する前年、1968年3月のことである。当初、彼の肩書は人事部長で、再建のための人員整理が主な仕事だった。当時東京丸物の赤字は約8億円、従業員は約1000人強だった。丸物の再建プランを考える毎日だったが、そう簡単に妙案は浮かばなかった。暇を見つけては、増田は池袋の街をくまなく歩いてみた。街中をひたすら歩いているうちに、彼はあることに気づいた。池袋は経済的に儲かる街だが、反面、若者の往来が少ない活気のない街、広がりのない街という別の顔を持っていたことである。そこで増田に浮かんだアイデアは、池袋を盛り場として活性化すること、いまでいう"街づくり"のプランである。増田はあちこちに足を運んではアドバイスを求めた。商売とは直接関係のないアート・ディレクターやテレビ・ディレクターなどを外部から集めてきては「新空間論」について議論させたり、社内スタッフには『都市と文明』といった洋書を読ませることまでした。
1年ほどして、ようやく結論らしきものが出てきた。同じ副都心でありながら、新宿や渋谷に比べて、池袋には専門店がないこと。ファッションに一番敏感なのは若い女性であるから、ターゲットを19歳から29歳までの若い女性に絞ること。つまり、つまり若い女性を対象にしたファッション専門店を集めたビルを作ることにしたのである。出向してから約1年半後の1969年11月、西武百貨店の半分の規模しかない東京丸物は、日本最大のファッション専門店集合ビル「パルコ」に生まれ変わった。その年の4月、増田は常務に昇進していた。社長の椅子は東京丸物出身の渡辺貞義が設立以来引き続き在任していたが、実質的な指揮は堤の意向を受けた増田がふるった。「池袋パルコは、二子玉川髙島屋、阪急三番街と同時オープンなんです。専門店のチェーン展開が上昇期にあったわけです。うちが一番面積が大きくてテナントを埋めるのを苦労したけど、やはりテナントに心の余裕のあるときだった。『あの野郎、言いたいこと言ってるけど、一軒ぐらい乗ってやろう。駄目だったら、出ればいいや』というゆとりがあったね」と増田は回想する。
池袋パルコの開店を知らせる最初のポスターは、2人の若いファッショナブルな女性を中心に描いたサイケ調のもので、上部に大きな文字で「PARCO」、そして「新しいまち。新しいによる。新しいIKEBUKURO」というキャッチコピーがふってあった。しかし、どこにも「PARCO」が何を意味するのか説明もない。商品も登場しない。これまでありがちだった商品の押しつけがましさは、きれいに拭い去られていた。宣伝らしくない宣伝、その洒落たイメージが受けた。さらに、「あなたのデートタウン新しいまち」「PARCOの夏は青の誘惑」「パルコ帰りは男が男を嫉妬する」「生きることに敏感な人のPARCO」など、パルコが毎年うつ宣伝コピーは、生活の臭いを感じさせない、非常に感覚的なものだった。またパルコは、「人前結婚」「10円寄席」「あなたに1000万円の店をさしあげます」の各種イベントを仕掛け、話題作りにも成功した。こうした一連の"演出"でパルコは一躍マスコミの寵児となり、新聞・週刊誌などに争って取り上げられた。その効果はすぐに数字となって表れた。百貨店時代の年商が50億円程度だったのに対して、パルコに変わった初年度の売上高は96億円と倍増近い伸びを示し、その後も順調で、東京丸物時代の累積赤字18億円をわずか5年で一掃する。

### 渋谷パルコ開業
1973年の渋谷進出のとき、増田は池袋パルコの時と同じように、渋谷の街をぶらぶら歩いてみた。出店予定地は渋谷駅から500m以上も離れており、しかも駅からは登り坂の途中にあった。増田は考え込んでしまう。駅を下車してから、お客がテクテクと坂を登ってまで店にきてくれるだろうか。増田は何とか、解答を見つけなければならない。スタッフに、また池袋時代のように、古代ローマの都市、坂道、道の文化史の研究を命じる一方、この立地の悪条件を逆手に採るアイデアを練った。そうして生まれたのが、「歩くこともファッション。公園の緑や歩道の敷石を見るのと同じ目でファッションを見て欲しい」という増田の提唱だった。駅からぶらぶらと散歩しながら、他人のファッションを眺めたり、自分のファッションと見比べたりと歩くことを楽しんでパルコに寄る。それを増田は「坂道ショッピング」と名付けた。
渋谷パルコ開店に先立って、最悪の条件だった「区役所通り」と呼ばれていた坂道を、パルコ側は大胆にも勝手に「公園通り」と呼び替え、道に沿って「VIA PARCO」の看板を掲げた。「公園通り」の名前はいつのまにか定着してしまう。渋谷パルコ開店のポスターコピーは、「公園通り渋谷パルコ誕生」「すれちがう人が美しい─渋谷=公園通り」であった。パルコは、その後も「モデルだって、顔だけじゃダメなんだ」「ファッションだって真似だけじゃダメなんだ」「裸を見るな。裸になれ」など話題のコピーを生み出す。その斬新なポスターは若者の人気を呼び、「ポスターアート・ブーム」を呼んだ。
増田の"街づくり"は、それまで「東急の街」のイメージが強かった渋谷を、渋谷=若者の街=パルコ=西武という連想で、西武の街に変えてしまう。パルコの躍進は、西武百貨店をはじめセゾングループ全体に"若者に理解がある、文化的な企業"というイメージを植えつける、思わぬ効果を生んだのである。また増田は渋谷パルコ開店を機に社内に出版局をつくり、若者向けの音楽や文学、絵画などの本の出版し始めた。そして1975年、若者を対象にした渋谷のタウン誌『ビックリハウス』をスタートさせる。パルコ側の予想以上に若者に大受けし、『ビックリハウス』はタウン誌の枠を超えてまたたく間に全国に広がり、発行部数は最高時の1983年頃には18万部を突破した。さらに増田は1977年、『アクロス』というマーケティング情報誌を出す。これは、いわば若者の動向雑誌とでも言うべきもので、若者の流行感覚の傾向を掴み、それをパルコ商法に活かすのが目的だった。

### 全国展開
増田は池袋、渋谷の成功で蓄積したノウハウを活用し、1975年以降、札幌、岐阜、千葉、大分、津田沼、吉祥寺、松本、熊本と出店を重ねる。1973年の石油ショックで、経営難から西友ストアの多店舗展開にブレーキがかかったり、展望なき土地投機で西武都市開発が経営危機に陥って、堤が最大の困難に直面している時期に、"パルコ旋風"が全国を席巻していく。
1975年、西武劇場の運営が西武百貨店文化事業部から渋谷パルコに移る。西武劇場を実際に運営するのは渋谷パルコとなり、増田となった。「ショッピングのついでに若者たちが気軽に立ち寄れる劇場」をモットーとする増田は、商業ベース全く無視することはなく、若者の気を引くちょっと洒落た舞台づくりを目指す。15年間も続くことになる木の実ナナと細川俊之のミュージカル・ショー『ショーガール』、テレビ朝日の『徹子の部屋』の舞台化、つかこうへい構成の『ロックオペラ・サロメ』など西武劇場は数多くのヒットをとばした。
1984年5月、増田はパルコの代表取締役社長に就任した。翌年、西武劇場はパルコ劇場と、その名を変える。渋谷を「日本のブロードウェーに」という増田の夢は、パルコ劇場、スペースパート3、シードホール、CLUB QUATTROなど次々と劇場、ホールを建設していく中で、実現に向けて膨らんでいった。

## 著書・監修

### 著書
- 『開幕ベルは鳴った―シアター・マスダへようこそ』東京新聞出版局、2005年7月。ISBN 978-4808308360。

### 監修
- アクロス編集室 編・著『パルコの宣伝戦略』PARCO出版〈アクロスSS選書〉、1984年6月。ISBN 978-4891940904。

### 注
1. ↑  2009年6月、渋谷クレストンホテルなどの運営を行っていたパルコの完全子会社であったホテルニュークレストン及び資産は、HMIホテルグループに事業譲渡されている。